# María Duval (actriz argentina)
María Mogilevsky, conocida como María Duval, (Bahía Blanca, 17 de mayo de 1926-Buenos Aires, 10 de mayo de 2022) fue una actriz argentina, considerada una de las intérpretes más representativas del cine argentino de la década de 1940. Filmó 21 películas hasta su retiro en 1948.

## Biografía
Nació en Bahía Blanca el 17 de mayo de 1926, en el seno de una familia judía. Cursó sus estudios primarios en la Escuela N.º 5 y luego hizo hasta segundo año de sus estudios secundarios en la Escuela Superior de Comercio.
Dio recitales en la Biblioteca Rivadavia, interpretando versos de la escritora Gabriela Mistral y de Belisario Roldán y en las emisoras LU2 y LU7, hasta que ganó un concurso de lectura que se transmitió desde el Teatro Municipal. Con este premio y acompañada de su padre, abandonó su ciudad natal y viajó a Buenos Aires para participar de un concurso organizado por el prestigioso periodista Chas de Cruz para formar parte del elenco de Canción de cuna (1941), de Gregorio Martínez Sierra. En el mismo año intervino en El hermano José, con Pepe Arias y Carlos Castro para Argentina Sono Film (SACI).

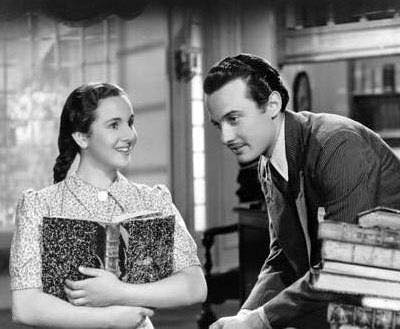
Duval y Ricardo Passano en Casi un sueño (1943).

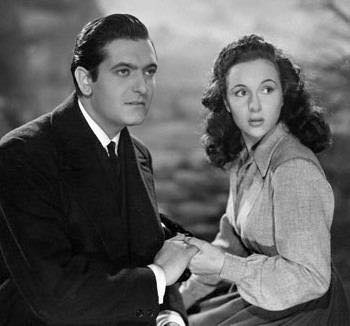
Duval y Alberto Closas en La honra de los hombres (1946).

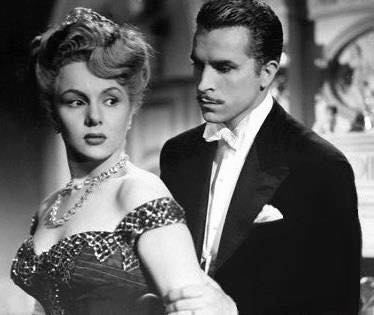
Duval y Fernando Lamas en Historia de una mala mujer (1948).

En 1942 filmó seis películas, entre ellas Su primer baile, de Ernesto Arancibia, La novia de primavera, con guiones de Julio Porter, y Cada hogar un mundo, con Homero Cárpena. Sin embargo, algunas de ellas como el drama Los chicos crecen, de Carlos Hugo Christensen fue estrenada el año siguiente, en 1943.
Christensen también la dirigió en Dieciséis años (1943), para la empresa Lumiton. Convocada por los Estudios San Miguel, protagonizó junto a Ángel Magaña Cuando florezca el naranjo, con dirección de Alberto de Zavalía. En 1945 encabezó el elenco femenino al igual que Elina Colomer del filme Besos perdidos y en 1946 compuso a Ana Luisa de la Fuente en Las tres ratas, donde formó un exitoso trío con Amelia Bence y Mecha Ortiz: la trama relataba la difícil historia de tres hermanas sin padres.
Trabajó con Roberto Airaldi y con Narciso Ibáñez Menta como primera figura, y fue comparada con la actriz estadounidense Deanna Durbin y relacionada artísticamente con Mary Pickford por encarnar en varias oportunidades a jóvenes huérfanas.
Además de radio y cine, también hizo teatro en 1944, llevando a escena la pieza No es cosa para chicas, junto a Osvaldo Miranda y Airaldi, que luego de las 150 representaciones en Buenos Aires, inició una gira por el interior y Montevideo, en Uruguay. Se desempeñó brevemente en radioteatros.
Luego de encarnar a Margarita en Milagro de amor (1946), encaró el personaje de Julia en La senda oscura (1947), de Luis Moglia Barth y a Olga Arévalo en La serpiente de cascabel (1948), con Beba Bidart como bailarina. En este último título intentó cambiar su estilo al igual que en Cita en las estrellas (1949), tiñiéndose de rubia e interpretando personajes más sensuales y desenfadados.
Al finalizar 1947 se había convertido en una de las estrellas más representativas de los años 40, y en 1948 realizó uno de sus papeles más importantes en la superproducción Historia de una mala mujer como la hija de Dolores del Río bajo las órdenes de Luis Saslavsky. Luego intervino en El extraño caso de la mujer asesinada, basada en una obra teatral de Álvaro de la Iglesia y Miguel Mihura, respectivamente. En 1948 contrajo matrimonio con el industrial de la lana José Grosman (22 de diciembre de 1917-22 de noviembre de 2010), y poco después se retiró del espectáculo; solo hizo obras de beneficencia para el Hospital Israelita.
Fue Premio Revelación en el año 1944 otorgado por la Academia de Artes y Ciencias Cinematográficas de la Argentina, y dejó de asistir a festivales de cine aunque en 1981 aceptó ir a recibir el Premio Cámara Pathé del Museo del Cine Nacional. En 1995 recibió el Premio San Gabriel a su trayectoria como referente de la comedia en el cine. En 2001, los Cronistas de Cine también le entregaron un premio Cóndor de Plata a su carrera y fue ovacionada de pie por los presentes. En la 16.ª Edición del Festival Internacional de Cine de Mar del Plata (2001) fue homenajeada en la sección «La mujer y el cine». El Honorable Senado de la Nación le entregó un diploma a su brillante carrera artística y luego recibió el Premio Podestá en 2003. En 2007 fue declarada Ciudadana Ilustre de la Ciudad de Bahía Blanca.
En 2014, realizó una entrevista para el programa En foco de Incaa TV en donde recorrió toda su carrera artística.
Falleció en su hogar del barrio porteño de Belgrano, el 10 de mayo de 2022 a los noventa y cinco años.

## Filmografía
- El extraño caso de la mujer asesinada (1949)
- Cita en las estrellas (1949)
- La serpiente de cascabel (1948)
- Historia de una mala mujer (1947)
- La senda oscura (1947)
- Milagro de amor (1946)
- Las tres ratas (1946)
- La honra de los hombres (1946)
- Besos perdidos (1945)
- Valle negro (1943)
- Dieciséis años (1943)
- Casi un sueño (1943)
- Cuando florezca el naranjo (1943)
- La novia de primavera (1942)
- Ceniza al viento (1942)
- Incertidumbre (1942)
- Los chicos crecen (1942)
- Su primer baile (1942)
- Cada hogar, un mundo (1942)
- Canción de cuna (1941)
- El hermano José (1941)

## Teatro
- No es cosa para chicas (1944)